# デール・カーネギー
デール・ブレッケンリッジ・カーネギー（Dale Breckenridge Carnegie：1922年頃までは「Carnagey」と表記）（1888年11月24日 – 1955年11月1日）は、アメリカの作家で教師にして、自己啓発、セールス、企業トレーニング、スピーチおよび対人スキルに関する各種コースの開発者。

## 概要
ミズーリ州の貧しい農家に生まれ、今日でも支持の高いベストセラー『人を動かす』（1936年）（原題：How to Win Friends and Influence People、“友を得、他人に影響を与える方法”）の著者として有名である。
また、『道は開ける』（1948年）（原題：How to Stop Worrying and Start Living、“恐れるのをやめ生き始めるには”）、『知られざるリンカーン』（原題：Lincoln the Unknown）（1932年）なども著している。
カーネギーの著書では、「他者に対する自己の行動を変えることにより、他者の行動を変えることができる」という考えが、柱のひとつとなっている。
上記の著書の著者名がカーネギーであることから、「鉄鋼王」のアンドリュー・カーネギーと勘違いされることが多いが、「デール・カーネギー」は別人であり親戚関係などもない。

## 略歴
1888年に米国ミズーリ州の農家に生まれたデール・カーネギーは、教師を志して入学した州立学芸大学を卒業後、中古車のセールスマンや、一時は俳優を目指し挫折するなど、雑多な職業を転々としていた。
そんな彼の最初の転機となったのは、1912年に副業で始めた「話し方講座の講師」に、採用されたことである。もともと教師志望で、学生時代に弁論大会で活躍した能力が組み合わさり、YMCAの夜間学校での授業が好評を博して受講者も増え、仕事を軌道に乗せていった。
この授業を通じて、受講生に必要なのは話術だけでなく「対人関係の技術」だと判明したものの、適当な教材がなく、カーネギーは自前で用意する。最初は一片のカード、続いてリーフレット、そして小冊子へと分量を増していく。哲学書から心理学書、偉人の伝記まで大量に読破し、授業のための素材を収集して研究を続けていき、しまいには各界の名士や実業家にインタビューをしたり、図書館で文献調査をするスタッフまで雇うなどしてエピソードを蓄積していった。
そして1936年、48歳になったカーネギーが、自前の教材と講義の速記録に改良を加え出版したのが『人を動かす』である。話し方講座を始めて25年、「対人関係の教材づくり」を始めて15年の歳月を経てまとめられた、歴史的な書籍である。発売直後に大ベストセラーの社会現象になり、一時のブームに終わることなく、1955年のカーネギー没後も変わらず現在まで読み継がれている。

## 代表的な著書

### 人を動かす
1936年出版の『人を動かす』（原題：How to Win Friends and Influence People）は、ビジネスコミュニケーションの能力に関する著作である。日本国内で500万部、世界で1500万部以上を売り上げている。
「他人が自分の為に気持ちよく動いてくれるには、どのような発言をすれば良いか」ということを、実例に基づいて書き表している。同書は、デール・カーネギー・トレーニングにて使用されており、以下の4部が含まれる。また、1999年に創元社より出版された新装版では、付録として５.が含まれる。
1. 第1部：人を動かす三原則
2. 第2部：人に好かれる六原則
3. 第3部：人を説得する十二原則
4. 第4部：人を変える九原則
5. 付録　：幸福な家庭をつくる七原則

### 道は開ける
1948年に出版された『道は開ける』は、『人を動かす』と共にデール・カーネギーの代表的な著書であり、「悩みへの対処法」について書かれている。 世界的企業の「問題解決の方程式」としても採用されている。日本国内だけで300万部以上を売り上げている。
1. 悩みに関する基本事項
2. 悩みを分析する基礎技術
3. 悩みの習慣を早期に断とう
4. 平和と幸福をもたらす精神状態を養う方法
5. 悩みを完全に克服する方法
6. 批判を気にしない方法
7. 疲労と悩みを予防し心身を充実させる方法
8. 適職を見つけて成功する方法
9. 経済的な悩みを軽減するには
10. 私はいかにして悩みを克服したか

### カーネギー話し方入門
1. 勇気と自信を養う
2. 自信は周到な準備から
3. 有名演説家はどのように準備したか
4. 記憶力を増進する
5. スピーチの成功に欠かせないもの
6. 上手な話し方の秘訣
7. 話し手の態度と人格
8. スピーチのはじめ方
9. スピーチの終わり方
10. わかりやすく話すには
11. 聴衆に興味を起こさせる方法
12. 言葉遣いを改善する

## デール・カーネギー・トレーニング
デール・カーネギー・コースは、効果的な話し方と人間関係について実践的に学ぶプログラムである。コースは、以下の5段階の向上サイクルに基づく。
1. 自信の構築
2. ピープルスキル（人間関係）
3. コミュニケーションスキル
4. リーダーシップスキル
5. 悩み・ストレスのコントロール

## 著書
- 『人を動かす（こうすれば必ず人は動く，How to Win Friends and Influence People）』

1936年発売。仕事や人生における「人との付き合い方」について。日本で430万部、世界で1500万部以上の売上。
- 『道は開ける（How to Stop Worrying and Start Living）』

1948年発売。仕事や人生における「悩みの解決法」について。日本で200万部以上の売上。
- 『カーネギー話し方入門』
- 『カーネギー名言集』
- 『カーネギー人生論』
- 『知られざるリンカーン（Lincoln the Unknown）』
- 『カーネギー 心を動かす話し方―一瞬で人を惹きつける秘訣（The Quick and Easy Way to Effective Speaking）』
- 『人生を変える黄金のスピーチ』宮崎伸治訳、サンマーク出版、2002